# بلاد الرافدين السفلى
بلاد الرافدين السفلى هي منطقة تاريخية في بلاد الرافدين. تقع في سهل رسوبي في العراق من تلال حمرين وحتى شبه جزيرة الفاو بالقرب من الخليج.
في العصر الإسلامي، كانت تُعرف أيضًا باسم السواد أو سواد العراق والجزيرة السفلى أو الجزيرة الفراتية السفلى، إلا أن هذا المصطلح أحيانًا كان يُخصص للسهل الرسوبي الجنوبي فقط، وللعراق العربي (والذي يقابله عراق العجم أو عراق الفُرس، والتي تشمل إقليم جبال بإيران اليوم. كانت بلاد الرافدين السفلى موطنًا لسومر وبابل في العصور المُبكرة.

## الترسيم
بَرِع الجغرافيون العرب في العصر الذهبي للإسلام برسم الحدود الشمالية بين العراق وبلاد الرافدين العُليا (الجزيرة الفراتية)، في خط يمتد من الأنبار على نهر الفرات إلى تكريت على نهر دجلة، على الرغم من أن الترسيم نُقل لاحقًا إلى خط يمتد غربًا من تكريت، وبالتالي شمل عدة مدن أخرى على نهر الفرات بعد الأنبار إلى العراق.

## الجغرافيا
يبدأ السهل الرسوبي شمال تكريت بالقرب من تلال حمرين ويمتد إلى ضفاف الخليج العربي. في المنطقة يقع نهرا دجلة والفرات فوق مستوى السهل في عدة أماكن، والمنطقة كلها عبارة عن  دلتا نهرية تتشابك قنوات النهرين مع قناة ري وبحيرات متقطعة، والتي تُغذيها الأنهار التي غمرتها الفيضانات، ويتميز بها جنوب شرق العراق عن غيره. كما توجد مساحة كبيرة إلى حد ما (15000 كيلومتر مربع أو 5800 ميل مربع) فوق التقاء النهرين في القرنة وتمتد شرق دجلة إلى ما وراء الحدود الإيرانية هي من أراضي مستنقعات، تُعرف باسم بحيرة حمار، نتجت عن قرون من الفيضانات وعدم وجود صرف كافٍ للمياه؛ معظمها مستنقعات دائمة، لكن بعض الأجزاء تجف في أوائل الشتاء، وتتحول أجزاء أخرى إلى مستنقعات فقط في سنوات الفيضانات العارمة.
نظرًا لأن مياه نهري دجلة والفرات فوق نقطة التقاءهما تصبح المياه مليئة بالطمي، فإن الري والفيضانات المتكررة إلى حد ما، تُرسِّب كميات كبيرة من الطمي في معظم منطقة الدلتا. يُساهم الطمي الناجم عن الرياح في إجمالي الرواسب. تُشير التقديرات إلى أن سهول الدلتا بُنيَت بمعدل يقارب عشرين سنتيمترًا كل قرن من الزمن. في بعض المناطق، تؤدي الفيضانات الكبيرة إلى ترسب في البحيرات المؤقتة، تصل إلى ثلاثين سنتيمترًا من الطين.
كما يحمل نهرا دجلة والفرات كميات كبيرة من الأملاح. تنتشر هذه أيضًا على الأرض عن طريق الري المفرط والفيضانات أحيانًا. يؤدي ارتفاع منسوب المياه الجوفية وضعف السطح والصرف تحت السطحي إلى تركيز الأملاح بالقرب من سطح التربة. بشكل عام، تزداد ملوحة التربة من بغداد جنوبًا إلى الخليج العربي وتحد بشدة من الإنتاجية في المنطقة الواقعة جنوب العمارة. تنعكس الملوحة في البحيرة الكبيرة في وسط العراق، وتحديدًا جنوب غرب بغداد، والمعروفة محليًّا باسم بحيرة الرزازة أو بحيرة الملح. توجد بحيرتان رئيستان أخريان في شمال بحيرة الرزازة: منخفض الثرثار وبحيرة الحبانية.

## طالِع أيضًا
- قائمة ولاة العراق الأمويين